# 30 شوال
- السبت
- الأحد
- الاثنين
- الثلاثاء
- الأربعاء
- الخميس
- الجمعة

- 2929 مارس 2025
- 130 مارس 2025
- 231 مارس 2025
- 31 أبريل 2025
- 42 أبريل 2025
- 53 أبريل 2025
- 64 أبريل 2025
- 75 أبريل 2025
- 86 أبريل 2025
- 97 أبريل 2025
- 108 أبريل 2025
- 119 أبريل 2025
- 1210 أبريل 2025
- 1311 أبريل 2025
- 1412 أبريل 2025
- 1513 أبريل 2025
- 1614 أبريل 2025
- 1715 أبريل 2025
- 1816 أبريل 2025
- 1917 أبريل 2025
- 2018 أبريل 2025
- 2119 أبريل 2025
- 2220 أبريل 2025
- 2321 أبريل 2025
- 2422 أبريل 2025
- 2523 أبريل 2025
- 2624 أبريل 2025
- 2725 أبريل 2025
- 2826 أبريل 2025
- 2927 أبريل 2025
- 3028 أبريل 2025
- 129 أبريل 2025
- 230 أبريل 2025
- 31 مايو 2025
- 42 مايو 2025

30 شوَّال أو 30 شوَّال المُکَرَّم أو 30 شوَّال المكرَّمة أو يوم 30 \ 10 (اليوم الثلاثون من الشهر العاشر) هو اليوم السادس والتسعون بعد المائتين (296) من أيَّام السنة (أو السابع والتسعون بعد المائتين لو كان شهر شعبان مُتممًا لليوم الثلاثين أو الثامن والتسعون بعد المائتين لو أتم كلاً من صفر وربيع الآخر وجمادى الآخرة وشعبان ثلاثين يوماً) وفق التقويم الهجري القمري (العربي). يبقى بعده 58 أو 59 يومًا لانتهاء السنة.

## أحداث
- 341 هـ - تولي المعز لدين الله لحكم مصر، وهو مؤسس الدولة الفاطمية في مصر بعد أن فتحها قائده جوهر الصقلي.
- 1426 هـ - إعلان الشيخ خليفة بن زايد آل نهيان رئيس دولة الإمارات أن بلاده ستجري أول انتخابات لاختيار أعضاء بمجلسها الاستشاري في إطار حملة إصلاح. وهذه الانتخابات مقتصرة على نصف مقاعد المجلس الوطني الاتحادي.

## مواليد
- 654 هـ - أبو حيان الغرناطي، إمام لغوي ومحدث ومفسر.

## وصلات خارجية
- موقع قصة الإسلام: حدث في شهر شوَّال.